# 스티븐 리콕

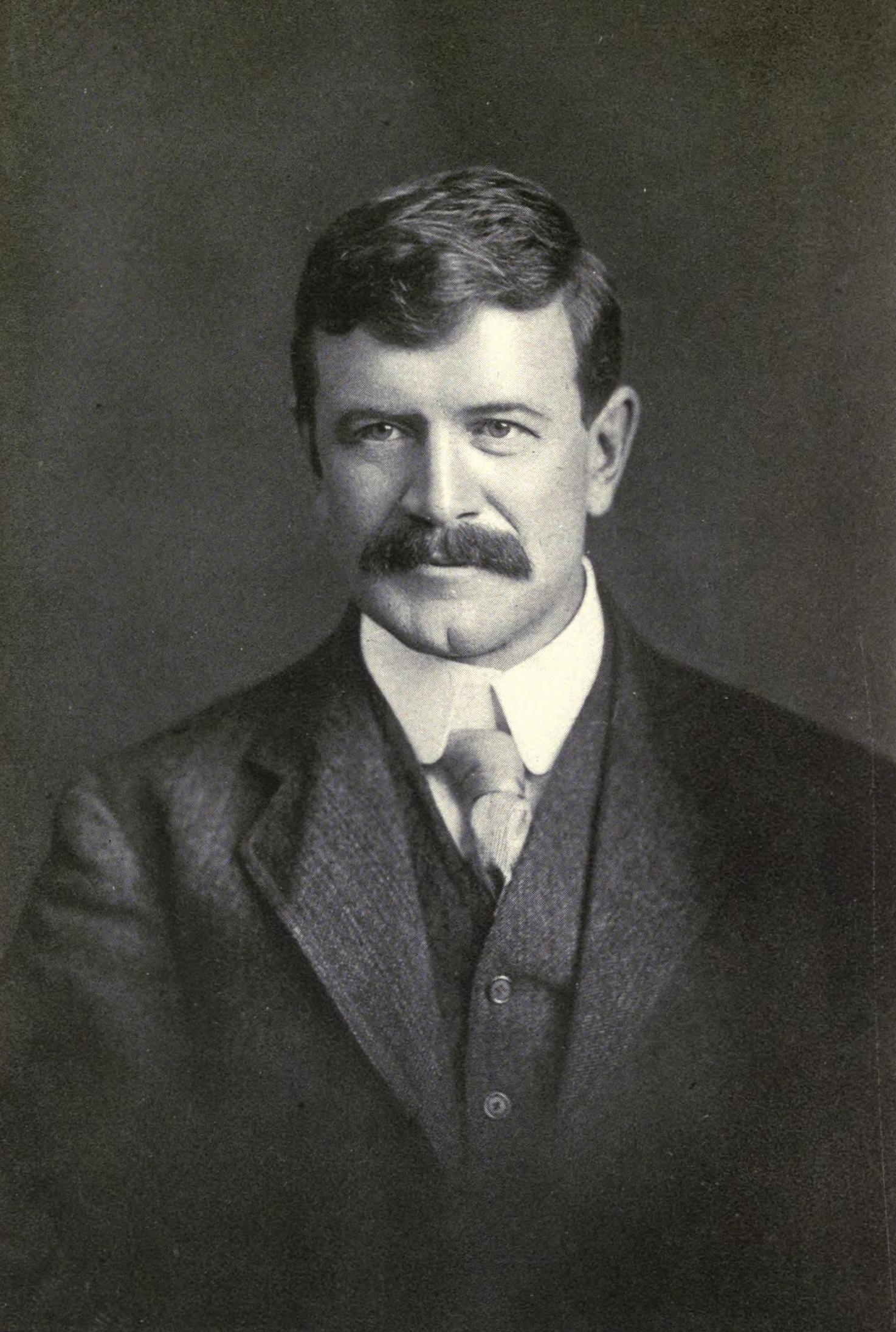
스티븐 리콕의 모습.

스티븐 리콕(Stephen Leacock, 1869년 ~ 1944년)은 캐나다의 소설가이자 경제학자이다. 또한 스티븐 리콕은 영국에서 태어나 7살의 나이에 캐나다로 이주하였다. 그리고 토론토 대학의 유니버시티 칼리지에서 경제학을 공부하고, 시카고 대학 대학원에서 경제학과 정치학 석사 과정을 마쳤다. 이후 몬트리올의 맥길 대학교에서 30여 년 동안 재직한 명물 교수였다. 경제학자로서보다는 유머리스트로서 해외에까지 널리 알려졌으며, 《어느 소읍의 평화로운 이야기》(1912년),《우리 영국 발견》(1922년) 등 경쾌하고 깔끔한 작품을 다수 남겼다. 또한 스티븐 리콕은 캐나다에서 대중에게 가장 많은 사랑을 받은 작가이다.